# 벨기에 총리
벨기에의 총리(네덜란드어: Eerste minister van België, 프랑스어: Premier ministre de la Belgique, 독일어: Premierminister von Belgien)는 벨기에의 정부수반이다.

## 같이 보기
- 벨기에의 군주 목록
- 플란데런의 총리
- 벨기에의 역사